# 大員
「大員」（荷蘭語： 等多種拚寫），漢字又記為「臺員」、「大圓」、「大灣」、「台灣」，原是現今台灣西南海岸的古地名，17世紀初原指今臺南市安平區「臺江內海」的海灣；荷蘭初到台灣時，泛指台江內海海灣與外海之間的浮島沙洲群；1620年代末以後，專指其向西通外海主要航道出海口南側的浮島沙洲（北汕尾南側水道對岸），當時也稱作「一鯤鯓」，荷蘭時期在此興建城堡「熱蘭遮城」（今安平古堡），成為荷治時台灣的行政中心，並將現今台灣本島全島稱為福爾摩沙（Formosa，即漢人或原住民稱的北港，西荷文獻記為 ），日本文獻記為「大冤」、「大宛」。當時原本「 台灣」與同音詞只是指稱台江內海或與外海間的鯤身，現今台灣史學界常將當時文獻中的「 台灣」與同音詞都轉寫為福州腔的「大員」、而將「（荷蘭轉寫16世紀時葡萄牙記錄的與西班牙記錄的）」意譯為「台灣」；但也有以原文音譯各譯記為「台灣」、「福爾摩沙」；不同的譯記法造成許多混淆。明末明清交戰時期與鄭氏的文獻中以「台灣」指稱此地，1661年鄭氏攻台之後，鄭成功將「台灣」改以故鄉的地名安平稱之，「台灣」逐漸演變為現今台灣本島全島正式的稱呼，其他同音詞逐漸消失。
早在荷蘭人之前，漢人、日本人、留日漢人海商與海盜為閃避明、日兩國長年海禁，在海上並且在赤崁（今台南市中西區）至魍港（今嘉義縣布袋鎮、台南市北門區）一帶活動與互相貿易，也與平埔族人做貿易。

## 名稱由來
明朝萬曆三十年底（西曆1603年初），福建福州連江人陳第隨沈有容追捕倭寇至臺灣安平外海，歸後作〈東番記〉。文中提到大員，為福建省府福州語音，說明是「東番夷人不知所自始，居彭湖外洋海島中。起魍港、加老灣，歷大員、堯港、打狗嶼、小淡水、雙溪口、加哩林、沙巴里、大幫坑，皆其居也」。其後，福建莆田人周嬰在其所著《遠遊篇》中，引〈東番記〉稱之為臺員。漳州龍溪人張燮1617年成書《東西洋考·卷五·東番考·形勝》記為「大圓」。1624年沈鈇寫給福建巡撫南居益的〈請建澎湖城堡置將屯兵永為重鎮書〉記有「紅夷潛退大灣」。陳第友人泉州晉江人何喬遠1608–1620年撰《閩書·卷一四六·島夷志》引〈東番記〉記為大員:17,註4，而1630年在《鏡山全集》〈開洋海議〉改記此地為「台灣」:248:268。大員、臺員等，皆閩語音，這些是最早出現在文獻上漳泉音“臺灣”同音詞原始文字的前身，皆指的僅僅是現在臺南“安平”一地，當時臺江未淤積，“臺員”乃一小島，也有稱之為“一鯤鯓”。
1622年，荷蘭東印度公司指派雷爾生司令佔據明朝海軍季節駐地澎湖築城，明荷雙方開始交涉，1623年公司又在大員興建臨時城砦，1624年在明軍發動大軍圍困澎湖堡壘的威脅下，公司主動在1624年4月拆除大員城砦，人員返回澎湖增援，1624年8月，宋克接任澎湖司令，雙方協議公司退出澎湖轉至當時非明朝領土的台灣。來台後就任首任大員長官的宋克於大員島上拆除的城砦原址重新築城並取名奧蘭治城，總公司十七人董事會1626年下令更名為熱蘭遮城（自1624年興建，內城與四座稜堡1632年完工，擴建外城1634年完工:123）。荷蘭文獻將此地主要記為，亦有等多種拼寫。荷蘭初到台灣時，文獻中的「大員」、「台灣」是泛指台江內海海灣與外海之間的浮島沙洲群：宋克亦在一鯤身北方主要水道的對岸北汕尾興建商館、東方內海對岸本島的赤崁興建普羅民遮市街；1627年就任第三任長官的努易茲，認為北汕尾的北側鹿耳門，是台江內海通外海最重要的門戶，而一鯤身的熱蘭遮城距離太遠無法防守，於是在北汕尾興建熱堡（Rouduyt Zeeburgh，意譯為海堡堡壘），同時可守衛其北側的鹿耳門水道與南側的大員水道；此時北汕尾在文獻中也記為「台灣」。1620年代末以後，才專指海灣主要航道出海口南側、建有大員城堡「熱蘭遮城」的一鯤身。:116-119
清軍入關到攻入廣東後，1650年代初荷蘭人派遣使節前往廣東與清政權的漢王平南王、靖南王耿繼茂互通文書。1653年廣東巡撫李棲鳳轉達的文書稱當時台灣長官為「荷蘭國台灣虞文礁律管理北港地方等處事尼高朥氏攀直武祿」，其中「虞文礁律」為荷語「（長官）」音譯，「尼高朥氏攀直武祿」為時任台灣長官尼可拉斯·維堡（Nicolaes Verburgh）的音譯；《巴達維亞城日誌》轉錄靖南王（荷蘭語：Singhnamongh）耿繼茂文書的荷語譯文為「（統治北港及其所屬領土的大員之荷蘭長官）」。荷清雙方的文書中，「、台灣」皆應是指熱蘭遮城的所在，「、北港地方」指今台灣全島。:259:61-62
鄭氏的文獻亦將此地記為「台灣」，1661年4月（永曆十五年三月）延平王鄭成功攻台，將熱蘭遮城、熱蘭遮市街記為「台灣城」、「台灣街」。5月25日，鄭軍圍攻熱蘭遮城大敗，損失慘重，鄭方陣亡超過千人、受傷七八百人。震怒的鄭成功5月29日（五月初二）斬殺當初極力反對來台的吳豪，改大員海灣東方對岸的本島赤崁地方為「東都明京」（之後鄭經再改名為東寧），設一府二縣（承天府，天興縣、萬年縣），並以其故鄉的地名安平「改台灣為安平鎮」。鄭軍圍困熱蘭遮城，至1662年2月荷蘭退出台灣，鄭氏將王府設於此城內。清治以後，在原本「台灣」的東方對岸本島赤崁地方，正式設立台灣鎮、台灣府，於是台灣漸轉化成為本島全島的名稱。
德國史學家路德維格·里斯研究荷蘭史料後表示，公司透過這些漢人為通譯，與平埔住民溝通，並把漢語「大灣」或「大員（tâi-uân）」轉寫為。「大員」亦為最早出現在中文文獻上的「臺灣」原始文字的前身。
台灣史學者翁佳音認為，早期荷蘭古地圖清楚標示「（大員、台灣）」在台江內海，因此不可能為原住民之番社。早在荷蘭人進駐台灣前幾年就透過漢人知道當地被稱為「大灣（grote baai）」，音譯轉寫為，其荷蘭文發音與今日台語發音「臺灣（Tâi-oân）」雷同。而「臺窩灣」（日语： Taioan）一詞乃日治時期日本人研究荷蘭文獻時的轉譯，後從日文再翻回中文時出現的名詞。因此該地名源自漢人稱呼台江內海與一鯤鯓所形成的「大灣」轉化而來，因不同口音被轉譯成臺員、大員、台灣等不同表記的同音詞。
日治時連橫《台灣通史》記述，台灣之名源自台語同音的「埋冤」，因明末漳泉人士來台經常客死不得歸鄉，翁佳音認為這是附會之說。1659年日本西川如見《華夷通商考》附的世界地圖集將台灣標示為「大冤」、或片假名「 Taiwan」；1609年德川家康頒發朱印狀並派遣肥前國藩主有馬晴信前往南洋，途中探查台灣，掠奪船隻與當地住民衝突，另外1660年代日本人船難漂流至台灣，《長崎港草》將這些記錄中的台灣記為「大宛」。:53:1389:87
韓國史書《朝鮮王朝實錄》，在1670年將當時鄭經佔據的台灣記載為「大樊（： Daebeon）」，其國東寧國記載為「大樊國（ Daebeonguk）」。

## 其他研究
十七世紀初期，當地的海岸線位在今臺南市西門路一帶，潮水逼近赤崁樓。而外海有十一座沙洲：「海翁線」、「加荖灣」、「隙仔」、「北線尾」、「大鯤身」、「二鯤身」……以至「七鯤身」，與海岸線間圍成一片潟湖內海，稱為「臺江」。其中北線尾與大鯤身間的水道最深，可容海船通過，是出入臺江的主要港道。
1624年荷蘭東印度公司開始在大員沙洲上興建熱蘭遮城（安平古堡），作為商館與統治行政中心。以大員長官為最高行政首長，總攬全島統治區行政事務。同時設有大員評議會，為最高決策機構。因此「大員」亦作為全臺灣島的代稱（意為「大員又稱福爾摩沙」）。
十七世紀中期，這些沙洲因為淤積而逐漸接近乃至相連。到1661年鄭成功出兵攻打臺灣時，七個鯤身島已經連成一個與內陸相連的長條狀的沙洲半島。因此鄭成功的軍隊在攻下內陸的普羅民遮城（今赤崁樓）後，得以循海路及陸路攻打位在半島前端的熱蘭遮城。大約在此前後，中文文獻多以「臺灣」取代「大員」，大員一詞很快不再使用。
鯤身半島和臺灣本島間的臺江內海，在清道光年間逐漸淤淺，最後陸化消失，與臺南連成一片。

## 相關
- 〈東番記〉
- 臺江內海
- 臺灣